# Асахикава
Асахикава е град в префектура Хокайдо, Япония. Населението му е 332 131 жители (по приблизителна оценка към октомври 2018 г.), а общата площ 747,6 кв. км. Намира се в часова зона UTC+9 в централната част на префектурата си. Разполага със зологическа градина, гара и летище, което предлага вътрешни полети до Токио и международни до Южна Корея. Получава статут на град през 1922 г.

## Побратимени градове
- Блумингтън (Илинойс, САЩ)
- Нормъл (Илинойс, САЩ)